# Havelsee
Havelsee – miasto w Niemczech w kraju związkowym Brandenburgia, w powiecie Potsdam-Mittelmark, wchodzi w skład urzędu Beetzsee.
Miasto powstało 1 lutego 2002 przez połączenie zniesionego miasta Pritzerbe z gminami Fohrde, Briest i Hohenferchesar. Havelsee przejęło status miasta po Pritzerbe, do czego doszło formalnie 1 maja 2002. 1 stycznia 2008 dołączono jeszcze miejscowość Marzahne.

## Geografia
Havelsee leży nad rzeką Hawelą, ok. 12 km na północ od miasta Brandenburg an der Havel.